# Adolf Lorenz
Adolf Lorenz (Weidenau, 21 aprile 1854 – Altenberg, 12 febbraio 1946) è stato un chirurgo austriaco.

## Biografia

### Famiglia e formazione
Adolf Lorenz nacque a Weidenau il 21 aprile 1854 da Johann Lorenz, locandiere e venditore di imbracature. Nel 1866 partì per Graz, città austriaca, per diventare un commerciante nel negozio dello zio materno; tuttavia, insoddisfatto di questo lavoro, decise ben presto di lasciarlo per frequentare la scuola di Lavant (Austria). Nel 1874 terminò il liceo a Klagenfurt am Wörthersee per poi iscriversi alla facoltà di Medicina e Chirurgia dell'università di Vienna. Per mantenersi economicamente durante il proprio percorso di studi, lavorò come assistente nel dipartimento di anatomia: sarà proprio questa esperienza a conferirgli una conoscenza enciclopedica di tale disciplina.
Laureatosi nel 1880, Lorenz divenne dapprima assistente del professore Johann von Dumreicher (1815 – 1880), chirurgo ortopedico dell'ospedale privato Rudolfinerhaus di Vienna (fondato dal celebre chirurgo addominale Theodor Billroth) ed in seguito del suo successore, Eduard Albert.

### Carriera medica

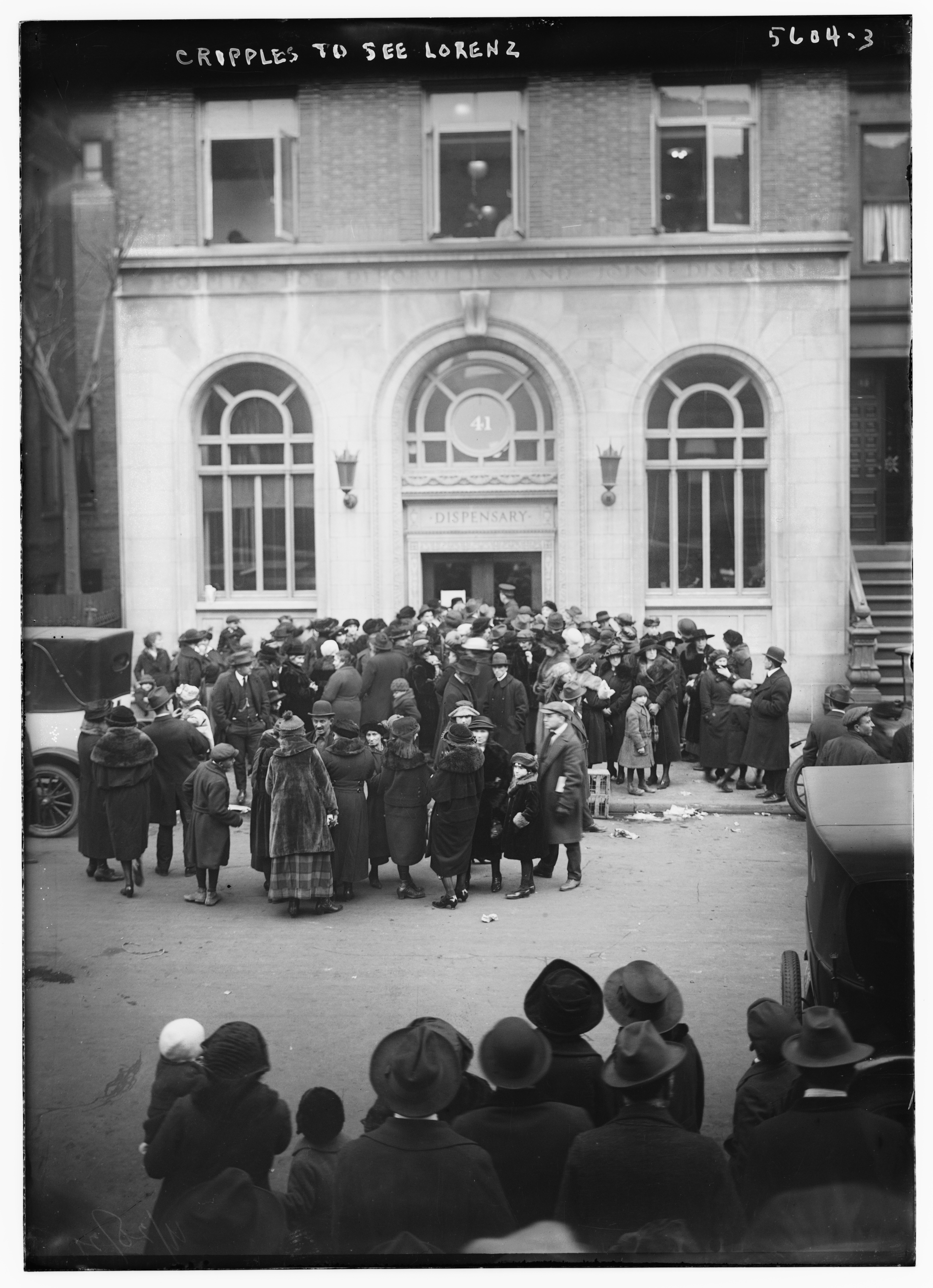
Folla di pazienti in attesa di farsi visitare da Adolf Lorenz

Iniziò a praticare la professione di chirurgo ortopedico al fianco di Albert, con il quale instaurò subito un rapporto professionale basato sul rispetto e sulla stima reciproca. Lorenz sviluppò una dermatite da contatto a causa del fenolo, utilizzato durante le operazioni antisettiche. Albert, riconoscendo gli effetti collaterali di tale acido, assegnò all'allievo un numero crescente di responsabilità ortopediche, guidandolo in un nuovo campo di lavoro che egli stesso aveva studiato.
(Adolf Lorenz)
Il nuovo campo in cui iniziò a lavorare Lorenz fu la "dry surgery", un tipo di chirurgia che non prevedeva il taglio della pelle nei pazienti. Egli sviluppò, così, una serie di trattamenti non invasivi per bambini con disturbi muscolo scheletrici: coxa vara, piedi storti, lussazioni congenite dell'anca, scoliosi e deformità dovute alla tubercolosi.
Nel 1886 Lorenz iniziò ad attrezzare una cucina del General Hospital come ambulatorio ortopedico. La grande stanza era utilizzabile come sala di visita, libreria e stanza per i medici, e fu divisa in una sala d'aspetto, una sala delle bende e un'area chirurgica. Pazienti di tutte le classi sociali e da tutto il mondo si recarono a Vienna per cercare aiuto e cure da lui. La sua crescente notorietà fu ben presto riconosciuta dai maggiori rappresentanti del mondo medico: il 25 gennaio 1889 Billroth e E. Albert presentarono al consiglio dei docenti della Facoltà di Medicina e Chirurgia la nomina di Lorenz come professore associato.
Nonostante egli avesse il primato nel campo dell'ortopedia, nel 1897 a Berlino Lorenz fu pesantemente criticato da alcuni chirurghi durante una dimostrazione del suo metodo, evento che lo portò inizialmente ad allontanarsi dall'ambito chirurgico. Successivamente, nel 1901, insieme ad altri colleghi, fondò la Società ortopedica tedesca: in tal modo venne definitivamente avviata la separazione dell'ortopedia dalla sua disciplina madre (la chirurgia). Sebbene il suo successo fosse ormai affermato, Lorenz riscontrò numerosi problemi nel far prosperare il suo ambulatorio: le sue domande per la creazione di un reparto di degenza vennero regolarmente respinte con l'argomentazione che i letti per i pazienti fossero insoliti in una clinica ambulatoriale. Tuttavia, grazie all'intervento di un alto funzionario del ministero dell'istruzione, padre di un paziente precedentemente curato, a Lorenz furono affidati quattro posti letto nella clinica del cognato. Solo nel 1914 riuscì ad ottenere uno spazio privato all'interno del General Hospital dove istituì il suo ambulatorio ortopedico, il quale tra il 1914 ed il 1918 fu utilizzato come ospedale militare. Fu solo dopo la fine della guerra che fu possibile avviare nuovamente la regolare attività di tale ambulatorio.

### Contributi all'ortopedia

#### La "dry surgery"
Il termine "dry surgery", chirurgia senza sangue, venne usato per descrivere procedure che non richiedono incisioni, come ad esempio manipolazioni per problemi alla colonna vertebrale o per arti feriti o malati. Lorenz fu uno dei primi ad adottare questa nuova tecnica. Questo approccio di Lorenz all'ortopedia, infatti, differisce dai metodi chirurgici generali: egli era del parere che la chirurgia ortopedica, la quale non mirava alla conservazione della vita, ma che piuttosto veniva eseguita per ragioni estetiche, dovesse essere sicura.
Tra i contributi ortopedici legati alla dry surgery particolare successo ebbe quello riguardo al piede equino: Lorenz costruì un attrezzo con cui curare questa malformazione così da far diventare morbido il tessuto deformato e fissarlo successivamente mediante un calco in gesso.
In un ulteriore lavoro di ricerca si è dedicato al trattamento della spondilite: il suo ingegnoso trattamento di questa malattia articolare, attraverso un calco in gesso, gli ha consentito l'immobilizzazione della colonna vertebrale riducendo in modo significativo i terribili dolori notturni.
Oltre ai trattamenti menzionati sopra, Lorenz si focalizzò sul trattamento dell’obliquità ereditaria del collo e paresi spastiche: egli cercò di rilassare i muscoli eccessivamente tesi, allungando quelli contratti controlaterali. Lorenz applicò questi metodi anche su molti altri interventi ortopedici come infiammazione delle articolazioni, contratture articolari, spondilite, malum coxae e fratture del collo femorale.

La "dry surgery" di Lorenz venne applicata anche nell'ambito della chirurgia ortopedica pediatrica: il trattamento non chirurgico dei problemi ortopedici pediatrici consisteva principalmente nel correggere le deformità mediante il rimodellamento dell'osso, per poi essere successivamente gessato.

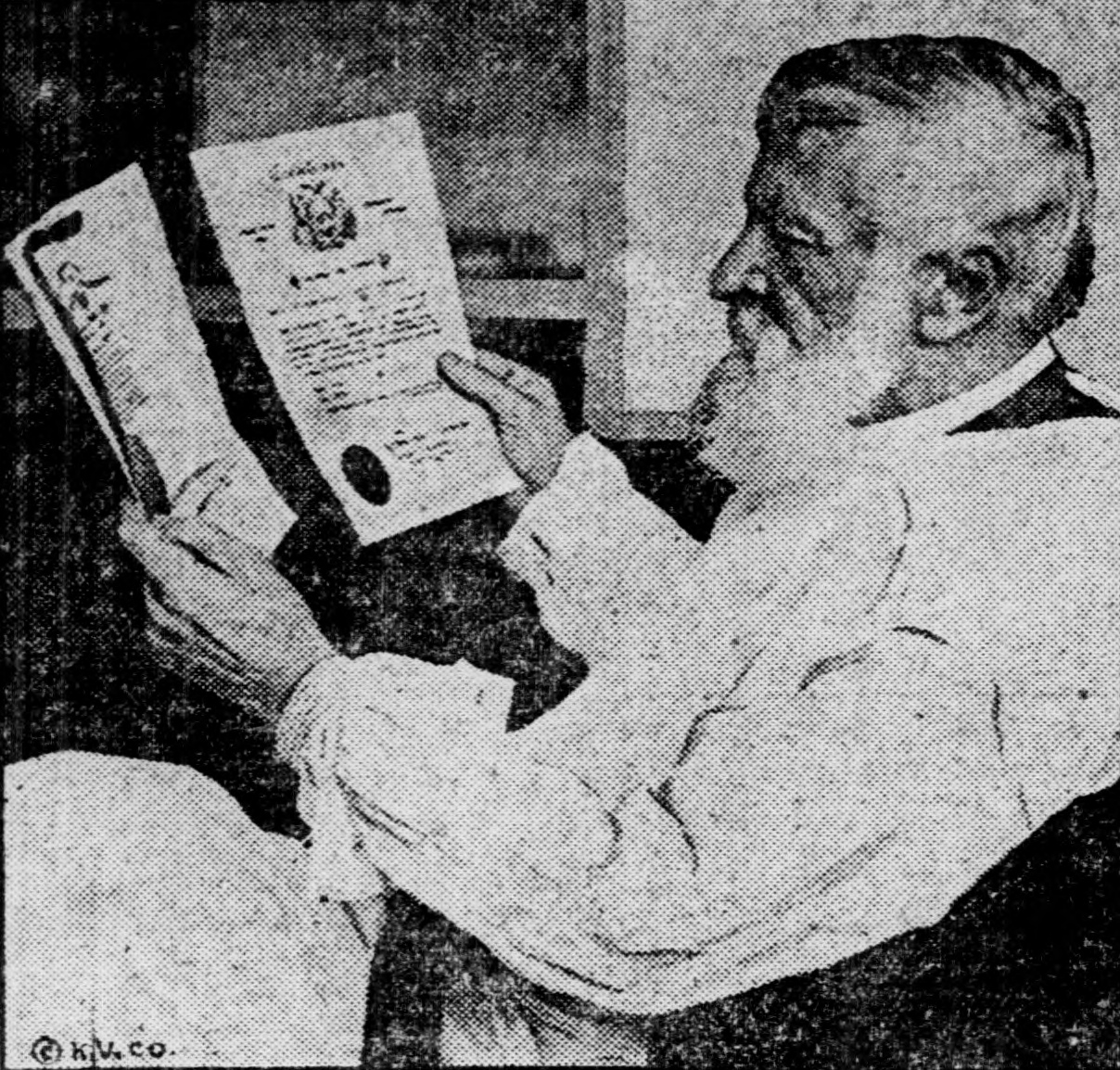
Adolf Lorenz, 1922

#### Il trattamento della lussazione congenita dell’anca
Secondo il professor Kotz, l’attuale capo del dipartimento di ortopedia dell’Università di Vienna, il trattamento della displasia congenita dell’anca ha subito un grande sviluppo durante la “Lorenz era”. Lorenz riconobbe ben presto la debolezza del metodo chirurgico secondo il medico Hoffa che consisteva nella dissezione del muscolo medio gluteo e minimo per rivelare la testa del femore poiché questo metodo non poteva impedire la zoppia postoperatoria. Il metodo chirurgico che Lorenz individuò al fine di evitare che muscoli importanti venissero danneggiati mirava al ripristino della funzione sostituita dal metodo di Hoffa che trattava solo il lato femorale del problema. Lorenz studiò da vicino le anomalie di ciascuna malformazione all'interno dell'anca lussata: in tal modo scoprì quale muscolo era stato accorciato dallo spostamento della testa del femore nella direzione della loro origine, impedendone quindi il danneggiamento. Egli sperimentò, infatti, una nuova tecnica che prevedeva la riduzione della testa femorale lussata mediante l'uso di trazione, successiva manipolazione e fusione per portare lentamente la testa femorale nell'acetabolo.

#### Il caso di Lolita Armour
Lolita Armour, la figlia maggiore di Philipp D. Armour, uno dei più ricchi uomini in America della fine del diciannovesimo secolo, nacque prematura e trascorse i primi giorni di vita in un'incubatrice. Le fu diagnosticata una lussazione congenita ad entrambe le anche. Nell'ottobre del 1900, il dottor John Ridlon fu consultato dalla famiglia Armour per il trattamento della lussazione congenita delle anche di Lolita. Dopo una lunga preparazione, il 31 dicembre del 1900 il dottor Ridlon la operò con il metodo della "dry surgery" di Lorenz, ma l'operazione non ebbe un risvolto positivo. Fu dunque necessario l'intervento di Lorenz e del suo assistente Muller, che giunsero a Chicago per effettuare l'operazione. L'intervento iniziò il 12 ottobre del 1902 alle ore 11:00 e durò due ore, durante le quali fu applicato un gesso alle gambe di Lolita. Due o tre settimane dopo iniziò a camminare liberamente.
Lorenz tornò a Vienna il 20 gennaio del 1903 e riferì delle sue esperienze in America in una conferenza pubblica il 2 marzo dello stesso anno. Il 15 aprile 1903, Lorenz raggiunse di nuovo Chicago per visitare Lolita Armour e per rimuovere il gesso.
L'invito di Lorenz in America di J. Odgen Armour fu una benedizione per molti altri bambini che ebbero la possibilità di essere curati da lui.

### Vita privata
Il 5 ottobre 1884 sposò Emma Lecher (1862-1936) e un anno dopo, il 2 settembre 1885, nacque il primo figlio Albert. Nel 1896 l'imperatore austro-ungarico Franz Joseph nominò Lorenz come consigliere del governo. 

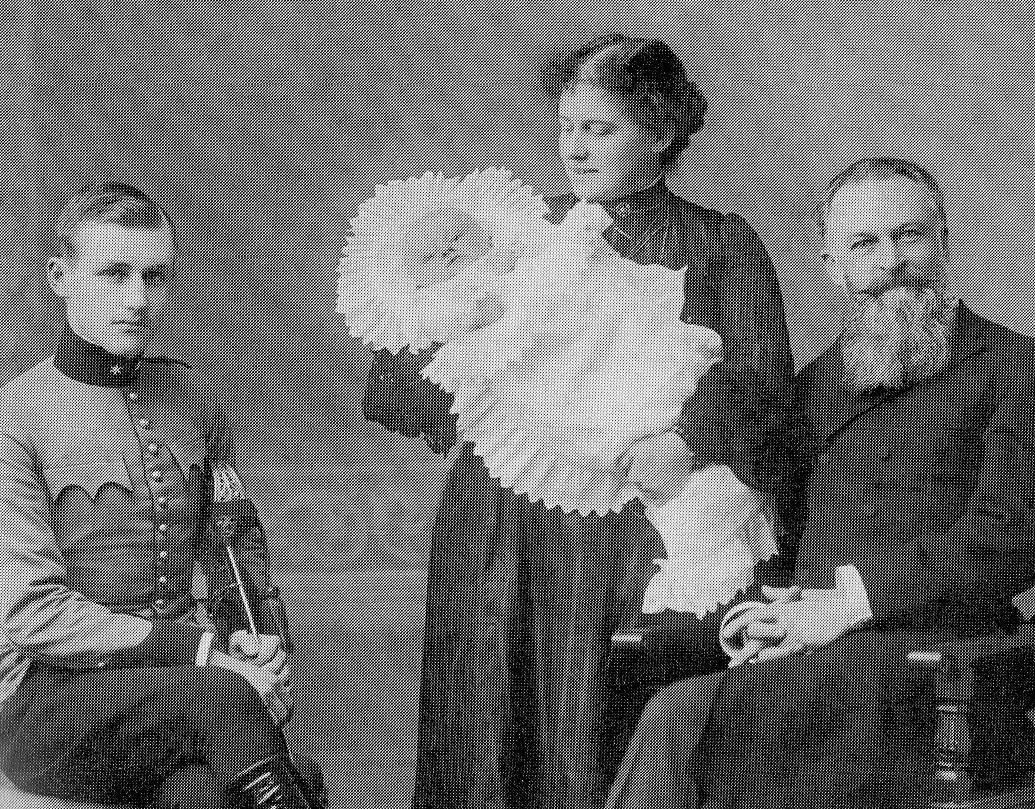
Albert, Konrad, Emma e Adolf Lorenz

"Your Majesty, this is the art of making the crooked straight and the lame walk."

(Sua altezza, quest'è l'arte di far dritto lo storto e far camminare lo zoppo) 
Nel 1901 cooperò alla fondazione della Società tedesca dell'Ortopedia. Tra il 1902 e il 1903 si recò negli Stati Uniti e incontrò il Presidente Theodore Roosevelt. In seguito, il 7 novembre 1903 nacque il suo secondo figlio, Konrad Lorenz.
Adolf Lorenz si ritirò dallo scenario medico nel 1924 e morì il 12 febbraio del 1946 ad Altenberg.

## Gli scritti
Il primo libro di Adolf Lorenz fu pubblicato nel 1884, lo stesso anno in cui sposò Emma Leicher. Nel testo egli affrontava alcuni trattamenti per la scoliosi, che prevedevano l'uso di pulegge e trazioni per migliorare la caratteristica curvatura della colonna vertebrale e successivamente utilizzava un busto in gesso per mantenerla allineata.
Alla bibliografia di Lorenz si aggiungono tre trattati sulla lussazione dell'anca, tema di suo principale interesse che lo rese celebre a livello internazionale. Nel 1892 Lorenz pubblicò un articolo riguardo al trattamento della displasia congenita dell’anca sulla rivista “Centralbatt für chirurgie”. Tre anni dopo scrisse un altro articolo sul trattamento invasivo della lussazione congenita dell’anca. Nel 1895 pubblicò anche i risultati del suo lavoro di ricerca in un documento intitolato “Patologia e anatomia della lussazione congenita dell’anca in 100 casi clinici trattati” (Pathology and anatomia of congenita hip luxation in 100 surgically traete cases).
Lorenz utilizzò il gesso in maniera così abituale tanto che fu denominato dagli altri chirurghi e studenti viennesi "Gipsodozent" (docente in gesso).

## Riconoscimenti
Nel suo luogo di nascita, Weidenau, fu installata una targa commemorativa in onore del suo ottantesimo compleanno. Lorenz fu candidato per il premio Nobel per la medicina otto volte negli anni tra il 1923 e il 1936, tuttavia, non riuscì mai a ricevere il premio. Nonostante ciò, nel 1973 il suo secondo figlio, l'etologo Konrad Lorenz, vinse il Nobel per la fisiologia. Nel 1959 una strada del tredicesimo distretto di Vienna fu chiamata con il suo nome.
In occasione di un congresso di ortopedia a Vienna nel 1997, egli fu onorato con la pubblicazione di un francobollo commemorativo che recava il suo ritratto. Oltre al ritratto di Lorenz, questo francobollo raffigurava anche un albero che cresce storto e che è stato fissato con un paletto per far in modo che venga raddrizzato: tale simbolo allude metaforicamente al tipo di chirurgia a secco che egli aveva praticato nel corso della sua carriera medica. Inoltre, un suo ritratto fu aggiunto all'Honorary Gallery della città di Vienna, che al giorno d'oggi decora l'ufficio del capo del dipartimento di ortopedia della clinica universitaria "Vienna General Hospital".

Attualmente, la sua casa ad Altenberg è la sede del "Konrad Lorenz Institute for evolutionary and cognitive science".

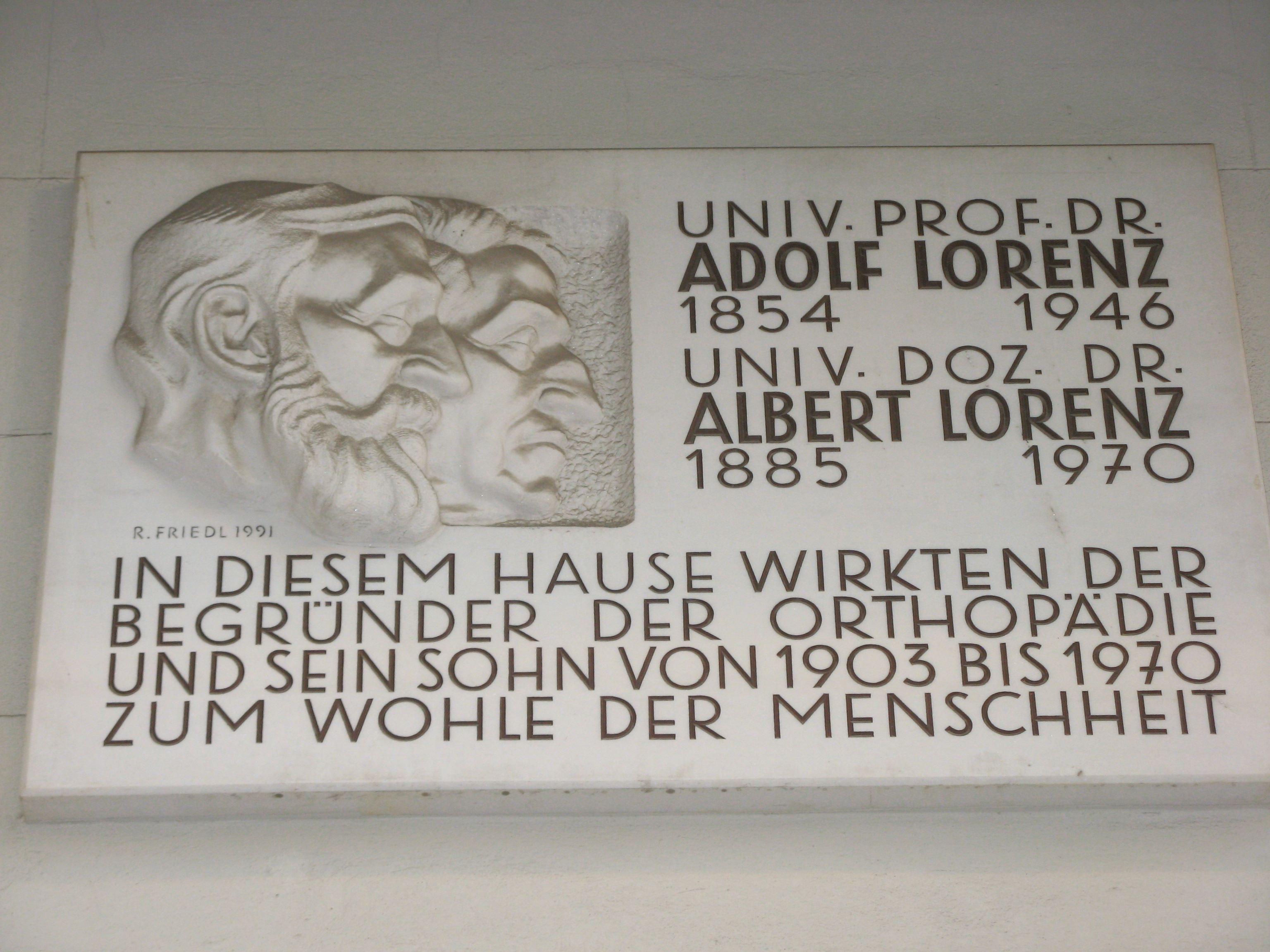
Targa commemorativa riportante i due bassorilievi di Albert ed Adolf Lorenz